# Susanne Hornfeck

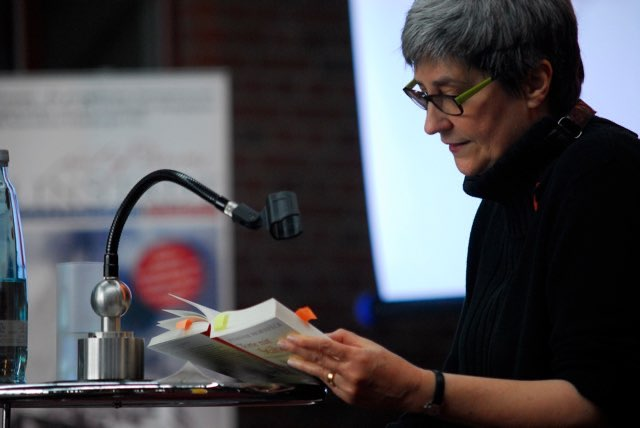
Susanne Hornfeck bei einer Lesung im Hamburger Auswanderermuseum anlässlich des Vattenfall-Literaturfests 2012

Susanne Hornfeck, geborene Ettl (* 1956 in Stuttgart) ist eine deutsche Autorin und Übersetzerin.

## Biografie
Nach ihrem Abitur studierte Hornfeck Sinologie, Neuere Deutsche Literatur- und Sprachwissenschaft und Deutsch als Fremdsprache in Tübingen, London und München. Gefördert durch die Studienstiftung des deutschen Volkes, schloss sie ihr Studium 1983 an der Ludwig-Maximilians-Universität München mit der Promotion ab.  
Beim Rupprecht Mayer Verlag in München war Hornfeck von 1984 bis 1986 als Herausgeberin der sinologischen Vierteljahresschrift „Chinablätter“ tätig. 1985 nahm sie einen Lehrauftrag am Institut für Deutsch als Fremdsprache der Ludwig-Maximilians-Universität München an. Als Journalistin schreibt sie unter anderem für die Süddeutsche Zeitung, GEO und den Bayerischen Rundfunk.
1989 ging Hornfeck als DAAD-Lektorin und Assistenzprofessorin an die Nationaluniversität Taiwan in Taipeh. Ihre dortigen Erfahrungen hielt sie in der autobiografischen Erzählung „Taiwankatze“ fest, die 2023 im Drachenhaus Verlag erschien.
Seit 1994 arbeitet Hornfeck hauptberuflich als literarische Übersetzerin, Autorin, Lektorin und Gutachterin. Für ihre Übersetzungen aus dem Chinesischen und Englischen erhielt sie mehrere Auszeichnungen, darunter den Sachbuch-Übersetzerpreis des C. H. Beck Verlages im Jahr 2007. Als Autorin schreibt sie vorrangig Jugendromane. Für den Roman „Torte mit Stäbchen“ wurde sie 2013 im Literaturhaus Wien mit dem Jugendbuchpreis der Jury der Jungen Leser ausgezeichnet. Darin geht es um ein neunjähriges jüdisches Mädchen aus Brandenburg, das während der NS-Zeit mit seiner Familie nach Shanghai flüchtet. Hilde Elisabeth Menzel lobte den Roman in der Süddeutschen Zeitung als „überaus lesenswert“. In einem Beitrag für Deutschlandradio Kultur schrieb Sylvia Schwab: „Susanne Hornfecks neuer Roman macht uns aufmerksam auf die Chancen und die Probleme eines Lebens zwischen den Kulturen. Anderswo, aber auch hier bei uns.“
Im Frühjahr 2024 folgte Hornfeck als „Writer in Residence“ einer Einladung des Grinnell Colleges in Iowa, USA.

## Auszeichnungen
- 1998: Kinder- und Jugendbuchpreis „Blaue Brillenschlange“ der Stiftung Pro Helvetia für die Übersetzung von Lin Haiyin: Die Geheimnisse der Yingzi.[8]
- 2007: Sachbuch-Übersetzerpreis des C. H. Beck Verlages für die Übersetzung von Jonathan D. Spence: Verräterische Bücher. eine Verschwörung im alten China.[4]
- 2013: Jugendbuchpreis der Jury der Jungen Leser, Literaturhaus Wien, für „Torte mit Stäbchen“. Preisverleihung und Lesung am 20./21. 6. 2013[5]

## Veröffentlichungen
- Ina aus China oder Was hat schon Platz in einem Koffer, Roman, Reihe Hanser dtv,  München 2007. ISBN 978-3-423-62673-6
- Torte mit Stäbchen. Eine Kindheit in Schanghai. Roman, Reihe Hanser dtv, München 2012. ISBN 978-3-423-62500-5
- Mulan. Verliebt in Shanghai. Roman, Reihe Hanser dtv, München 2016. ISBN 978-3-423-65022-9
- Taiwankatze. Eine Grenzüberschreitung. Roman, Drachenhaus Verlag, Esslingen 2023. ISBN 978-3-943314-72-4

## Übersetzungen (Auswahl)

### Aus dem Chinesischen
- Mo Yan: Erzählungen. [teilw.] übers., hrsgg und mit einem Nachwort versehen. 1997 Dortmund: Projekt Verlag
- Lin Haiyin: Die Geheimnisse der Yingzi. München: Hanser 1997; Reihe Hanser dtv 20052
- Yang Mu: Patt beim Go. Gedichte chinesisch - deutsch. [zus. Mit Wang Jue] München: A1 Verlag 2002
- Yang Mu: Lange und kurze Balladen. Gedichte chinesisch – deutsch [zus. mit Wang Jue] München: Iudicium, 2020
- Zhang Ailing: Die Klassenkameradinnen. [zus. mit Wang Jue] Berlin: Ullstein 2020 (und drei weitere Titel)
- Ai Qing: Schnee fällt auf Chinas Erde. Gedichte. München: Penguin 2021.

### Aus dem Englischen
- Charles Simmons: Salzwasser. München: C.H. Beck 1999, 20242 (und ein weiterer Titel)
- Jonathan D. Spence: Verräterische Bücher. Eine Verschwörung im alten China. München: Hanser 2005 (und zwei weitere Titel.)
- Jessica Lee: Zwei Bäume machen einen Wald. Berlin: MSB 2020
- Sally J. Pla: Komische Vögel. München: Reihe Hanser dtv. 2020 (und ein weiterer Titel)
- Ha Jin: Der verbannte Unsterbliche. Das Leben des Li Bai. Berlin: MSB 2023 (und elf weitere Titel)
- Judith Mackrell: Frauen an der Front. Kriegsreporterinnen im Zweiten Weltkrieg. [zus. mit Sonja Hauser] Berlin: Insel 2023 (und zwei weitere Titel)